# Мазайс-Стропу
Ма́зайс-Стро́пу (устар. Малый Стропокъ; латыш. Mazais Stropu ezers, Mazstropes ezers, Stropicu ezers, Stropu ezers) — небольшое озеро в северо-восточной части города Даугавпилс (Латвия), на территории микрорайона Малые Стропы.
Площадь поверхности — 15,3 га. Средняя глубина — 2,7 м, наибольшая — 4,3 м. Высота уровня уреза воды от 110,5 до 110,9 м над уровнем моря, в среднем — 110,7 м над уровнем моря. Соединяется каналом с, располагающимся южнее, озером Стропы. Берег пологий, дно песчаное, к центру ил (мощность слоя от 0,1 до 0,6 м).
Макрофиты: тростник, хвощ. Рыба — щука, карась, линь, плотва, окунь.
Рядом с озером расположены дачи (садоводства) и Даугавпилсский мясокомбинат.